# 2MASX J13235199+3059318
2MASX J13235199+3059318 ist eine elliptische Galaxie im Sternbild Jagdhunde am Nordsternhimmel. Sie ist schätzungsweise 3,2 Milliarden Lichtjahre von der Milchstraße entfernt und hat eine Ausdehnung von etwa 330.000 Lichtjahren. Vom Sonnensystem aus entfernt sich das Objekt mit einer errechneten Radialgeschwindigkeit von näherungsweise 70.500 Kilometern pro Sekunde.
Im selben Himmelsareal befinden sich unter anderem die Galaxien IC 4238, IC 4239, PGC 214105, PGC 1928218.